# NBA Live 2003
NBA Live 2003 és l'entrega del 2002 de la sèrie de videojocs NBA Live. La portada inclou Jason Kidd com a membre dels New Jersey Nets. El joc va ser desenvolupat per EA Canada i va ser llançat el 8 d'octubre de 2002 per a les consoles PlayStation, PlayStation 2, Xbox i GameCube i el 14 de novembre de 2002 per a Microsoft Windows. Va ser l'últim joc de l'NBA Live llançat a la PlayStation original. El joc inclou una banda sonora, que és la primera banda sonora de videojocs de la història certificada Platí per la RIAA, i se'n van vendre més d'1,3 milions de còpies a tot el món.

## Recepció
El joc va rebre crítiques "favorables" a totes les plataformes segons l'agregador de ressenyes de videojocs Metacritic. Al Japó, on la versió de PlayStation 2 es va llançar el 28 de novembre de 2002, Famitsu va donar a aquesta versió de consola una puntuació de 32 sobre 40. NBA Live 2003 va ser el segon classificat del premi anual "Millor joc esportiu per a PC" de GameSpot, que va ser per a Madden NFL 2003. També va ser nominat al premi anual GameSpot "Millor joc esportiu tradicional a GameCube", però va perdre davant NFL 2K3. Durant els 6th Annual Interactive Achievement Awards de l'AIAS, l'NBA Live 2003 va rebre una nominació a " Computer Sports Game of the Year ", però finalment va perdre davant Madden NFL 2003.